# Simulateurs
Ne doit pas être confondu avec Simulateur.
Simulateurs  (en russe : Simoulianty) est une nouvelle d’Anton Tchekhov parue en 1885.

## Historique
Simulateurs est initialement publié dans la revue russe Les Éclats, no 26, du 29 juin 1885, signée A.Tchékhonté. 
C’est une charge contre les tenants de l'homéopathie.

## Résumé
La générale Marfa Pétchonkina est homéopathe à ses heures. Ce matin-là, Zamoukhrichine, un hobereau ruiné de son voisinage, vient en consultation. Il rentre, s’agenouille devant Marfa et commence un long discours sur ses rhumatismes, ses douleurs, tous les docteurs qu’il est allé voir et « qui ne lui ont soulagé que le porte-monnaie », enfin la guérison immédiate grâce à la pilule qu'elle lui avait prescrite la semaine dernière. De Marfa, il chante les louanges.
Elle est rouge de plaisir, mais n’assure qu’être un « instrument docile » de cette science.
Zamoukhrichine continue en se plaignant que rien ne sert d’être guéri s’il n’a pas d’avoine pour semer. Marfa lui en promet : « Je vous donnerai de l’avoine mon ami, vous m’avez donné tant de plaisir, que c’est à moi de vous dire merci ». Zamoukhrichine continue et obtient des planches, une vache et une lettre de recommandation pour sa fille. Quand enfin il part, il laisse tomber un papier où Marfa trouvera les trois granules qu’elle lui avait donnés le mardi précédent.
Le reste des consultations est de la même veine : tous chantent les louanges de l’homéopathie, les bienfaits qu’elle leur prodigue : tous injurient les partisans de l'allopathie, puis exposent leurs besoins.
À la fin de la journée, le doute s’installe chez Marfa. Elle voit poindre « une vérité mauvaise, pénible ».

## Édition française
- Simulateurs, traduit par Édouard Parayre, in Œuvres I, Paris, Éditions Gallimard, coll. « Bibliothèque de la Pléiade » no 197, 1968  (ISBN 978-2-07-0105-49-6).